# 119
119 — невисокосний рік, що почався в неділю за григоріанським календарем.
Римська імперія •  Парфянське царство •  Кушанське царство •  Східна Хань •  Сармати

## Геополітична ситуація
Римську імперію очолює імператор Адріан (до 138). Імперія  займає Апеннінський, Піренейський та Балканський півострови, Галлію, частину Британії, Близький Схід, Північну Африку включно з Єгиптом. 
Наймогутніша держава центральної Азії — Парфянське царство. Наймогутніша держава Індостану — Кушанське царство. Династія Хань править у Китаї.  Корейський півострів ділять між собою Три корейські держави. 
Триває докласичний період цивілізації мая.
На території майбутньої України, в степах Причорномор'я, кочують сармати, північніше — племена Черняхівської культури.

## Події

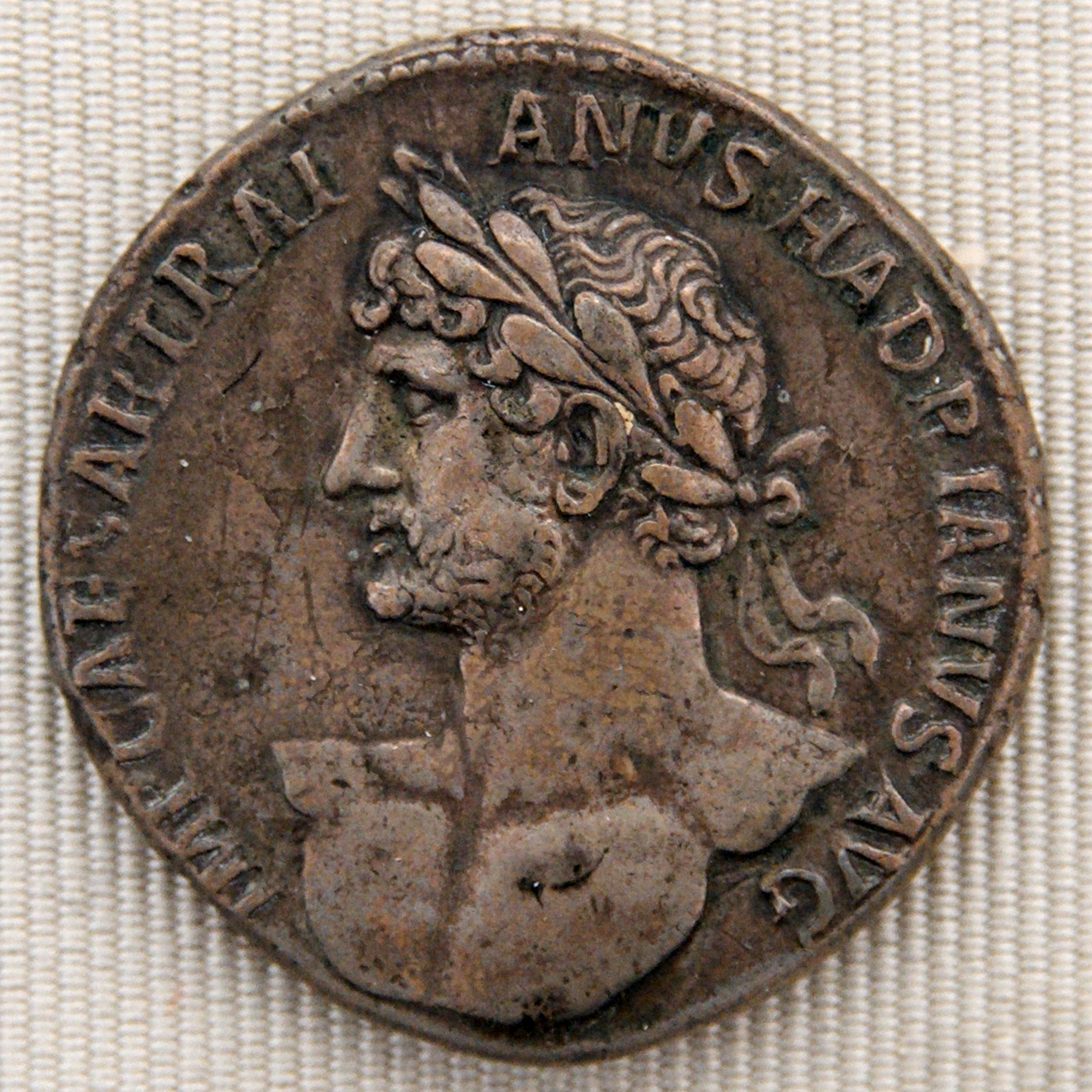
Монета з профілем Адріана з нагоди його консульства (119)

- Римськими консулами були імператор Адріан та Публій Дасумій Рустік.
- Адріана вдруге проголошено імператором після перемоги над сарматами в Мезії. Він також уклав мир з роксоланами, заплативши їхньому правителю гроші, які той вимагав. Після цього Адріан повернувся до Риму.
- Квінт Марцій Турбон отримав призначення легата Римської Дакії [1].
- Legio VI Victrix переправлено в Британію для придушення спротиву місцевого населення.
- Нагапана став правителем Західних Кшатрапів.

## Померли
- Салоніна Матідія — впливова матрона часів Римської імперії.
- Секунд Астійський — християнський мученик.
- Федлімід Рехтмар (за іншим джерелом — 113) — верховний король Ірландії.